# Laurențiu al Bizanțului
Laurențiu al Bizanțului (în greacă Λαυρέντιος; ? - 166) a fost episcopul Bizanțului, slujind între anii 154 și 166. A slujit în timpul domniei împăraților Antoninus Pius și Marcus Aurelius. Succesorul său a fost Alipie.